# Kent
Il Kent (pronuncia [kɛnt]), in latino Cantium (tardo latino: Canthia), è una contea dell'Inghilterra, a sud-est di Londra; il cui capoluogo è Maidstone.
Il Kent confina con l'East Sussex, il Surrey e la Grande Londra. È diviso dall'Essex dall'estuario del Tamigi. Dopo la partenza delle legioni romane (V secolo) dalla Britannia, divenne sede di un regno anglosassone.
Noto come il "giardino d'Inghilterra" per il suo paesaggio, possiede anche alcuni dei giardini più belli e famosi del Regno Unito tra cui probabilmente il più famoso è Sissinghurst creato da Vita Sackville-West negli anni trenta. Famosa è anche l'Università che, assieme alla Università di Greenwich, fa parte del Medway Campus.

## Etimologia
Il nome "Kent" deriva dal britannico (antica lingua celtica preromana) "cent" dal significato di "bordo" o "confine", latinizzato da Giulio Cesare in "Cantium", da cui il popolo dei Cantiaci. Da Cantium/Canthia prese nome Canterbury, attraverso l'antico inglese Cantwareburh.

## Suddivisioni
|  |  |

| Numero | Nome                       | Capoluogo             | Superficie (km²) | Popolazione (2021) | Parrocchie civili |
| ------ | -------------------------- | --------------------- | ---------------- | ------------------ | ----------------- |
| 1      | Sevenoaks                  | Sevenoaks             | 370,34           | 120.500            | 30                |
| 2      | Dartford                   | Dartford              | 72,77            | 116.750            | 8                 |
| 3      | Gravesham                  | Gravesend             | 99,02            | 106.900            | 6                 |
| 4      | Tonbridge and Malling      | West Malling          | 240,13           | 132.200            | 27                |
| 5      | Medway (autorità unitaria) | Chatham               | 192,03           | 279.700            | 11                |
| 6      | Maidstone                  | Maidstone             | 393,30           | 175.700            | 39                |
| 7      | Tunbridge Wells            | Royal Tunbridge Wells | 331,30           | 115.300            | 16                |
| 8      | Swale                      | Sittingbourne         | 373,40           | 151.650            | 41                |
| 9      | Ashford                    | Ashford               | 580,62           | 132.700            | 42                |
| 10     | Canterbury                 | Canterbury            | 308,84           | 157.400            | 27                |
| 11     | Folkestone and Hythe       | Folkestone            | 356,70           | 109.750            | 25                |
| 12     | Thanet                     | Margate               | 103,30           | 140.500            | 9                 |
| 13     | Dover                      | Dover                 | 314,84           | 116.400            | 32                |

## Storia

### Preistoria e storia antica
Le fasi più antiche della sua storia sono poco conosciute. Fu occupata sin dagli inizi del Paleolitico (come attestano le cave a Swanscombe). Nel Neolitico furono costruiti i megaliti del Medway. C'è inoltre una ricca sequenza di occupazioni dell'Età del Bronzo, come attestatono ritrovamenti quali la coppa d'oro di Ringlemere.
A seguito della sua posizione geografica fu colpita dalle prime ondate di invasori germanici, cosa che cancellò quasi ogni informazione storica del tempo. Il nome "Kent" è precedente al regno degli Juti e si riferisce alla tribù celtica dei Cantiaci, stanziati in quella regione. Gaio Giulio Cesare nel suo De bello Gallico fa riferimento a Cingetorige, Carvilio, Tassimagulo e Segovage, re delle quattro regioni del Kent. I sovrani successivi sono noti dalle loro monete, compreso Dubnovellauno, Voseno, Eppillo e Ammino.
Secondo la Historia Brittonum, Gwrangon regnò sul Kent (come sovrano-dipendente) al tempo di Vortigern, che gli tolse il trono per darlo a Hengist. Questo testo, però, è considerato una fonte inaffidabile e, quindi, come sottolineato da alcuni studiosi, Gwrangon sembra essere stato trasportato dal Gwynedd al Kent e trasformato in un re immaginario di Kent, privato del trono a favore di Hengist.

### Medioevo

#### Regno del Kent
I confini della contea sono quasi corrispondenti a quelli del regno anglosassone del Kent, esistito fra il V e il IX secolo e poi inglobato in quello del Wessex.
Nel VII secolo il Kent fu il fulcro della ricristianizzazione dell’isola dopo le invasioni barbariche, divenendo la sede della più importante arcidiocesi del paese, l’Arcidiocesi di Canterbury, e della sua suffraganea la Diocesi di Rochester.

#### Dopo la fine del regno
Quando nell'892 tutta l'Inghilterra meridionale fu unita sotto lo scettro di Alfredo il Grande, il Kent era sull'orlo del disastro. Circa un secolo prima i Vichinghi pagani avevano iniziato scorrerie, attaccando dapprima Lindisfarne, sulla costa della Northumbria, uccidendo i monaci e devastando l'abbazia. Questo stato di cose continuò fino all'878, quando furono sconfitti da Alfredo: seguì un accordo, che permise loro di insediarsi nell'Anglia orientale e nel nord-est. Tuttavia, i loro connazionali danesi erano ancora in movimento e nel corso degli anni Ottanta del IX secolo, Haesten, un capo-guerriero di grande esperienza, aveva radunato enormi forze nella Francia settentrionale, assediando Parigi e prendendo possesso della Bretagna.
Più di 350 navi vichinghe salparono da Boulogne per il sud del Kent nell'892. Una massiccia armata (tra le 5 e le 10 000 persone, comprese donne e bambini, attaccarono un forte sassone vicino alla chiesa di San Rumwold, Bonnington, uccidendo tutti. L'anno successivo costruirono una propria gigantesca fortezza ad Appledore. Di fronte a ciò, i danesi dell'Anglia orientale e di altre zone, rotti i patti stipulati con re Alfredo, si ribellarono, unendosi alle orde degli invasori. Dopo un piccolo raid, tutte le loro forze mossero contro gli inglesi, combattendo molte battaglie, desistendo solo dopo quattro anni. Alcuni si ritirarono in Anglia orientale, mentre altri tornarono nella Francia settentrionale.
Durante l'invasione di Guglielmo il Conquistatore e nel corso del Basso Medio Evo, nel Kent ci furono diverse ribellioni, tra cui la Grande sollevazione, guidata da Wat Tyler e in seguito, nel 1450, la ribellione di Jack Cade.
Infatti il Kent, al pari della Scozia, del Galles, e dell'Irlanda non è mai stato sottomesso dai Normanni che sono dovuti scendere a patti con i Conti del Kent.
Il motto della contea è 'INVICTA' e si riferisce a ciò. Dopo il periodo dell'Anarchia inglese, nel 1135, anche i Plantageneti e i baroni anglo-francesi non riuscirono a penetrare nel Kent.
La bandiera è un riferimento a Horsa.

### Età moderna e contemporanea
Thomas Wyatt guidò un'armata a Londra dal Kent nel 1553 contro Maria I.
A partire dal XVII secolo, le crescenti tensioni tra l'Inghilterra da un lato e i Paesi Bassi e la Francia dall'altro portarono alla costruzione di fortilizi lungo la costa.
Durante la Seconda guerra mondiale gli aerodromi del Kent giocarono un ruolo importantissimo nella battaglia d'Inghilterra.

## Rappresentanza parlamentare
Il Kent è rappresentato da 17 deputati.
- Ashford, Aylesford, Allhallows-on-Sea
- Bearsted, Broadstairs, Biddenden
- Canterbury, Charing, Chatham, Cliffe at Hoo, Cranbrook, Crockenhill, Crouch[8]
- Dartford, Deal, Detling, Dover, Dunton Green, Dymchurch
- Eythorne, Edenbridge, Eastry
- Faversham, Folkestone
- Gillingham, Gravesend, Greenhythe
- Hartley-Cranbrook, Hartley-Longfield, Hawkhurst, Herne, Herne Bay, Higham, High-Halstow, Hollingbourne, Hythe
- Kemsing
- Langley, Leigh, Linton, Lydd
- Maidstone, Manston, Marden, Margate, Marsh Green, Martin, Martin Mill, Maxton, Minster-in-Thanet, Minster-in-Sheppey, Monkton
- Netlestead, Nettlestead Green, New Ash Green, New Romney, Northfleet
- Otford
- Paddock Wood, Pembury, Penshurst, Postling
- Queenborough
- Ramsgate, Reculver, Rochester
- Sandwich, Seal, Sevenoaks, Sheerness, Shoreham, Sittingbourne, Stone, Sturry, Swanley
- Tenterden, Thurnham, Tonbridge, Tunbridge Wells
- Upnor, Upchurch
- Walmer, Westerham, Whitstable, Westbrook

## Luoghi d'interesse
Chiamato il "Giardino d'Inghilterra", il Kent è una delle regioni maggiormente turistiche dell'Inghilterra in particolare per le spiagge della costa del Mare del Nord e grazie ai forti flussi commerciali dell'Eurotunnel. Vi sono anche molti castelli posti a difesa dell'isola, alcuni dei quali trasformate in sontuose dimore per le famiglie più ricche di Londra. Tra le varie località turistiche e attrazioni, si segnalano:
- Ashford: città di origine medievale situata sul River Great Stour, ha avuto un recente sviluppo commerciale trovandosi sulla linea ferroviaria ed autostradale dell'Eurotunnel. Da visitare la chiesa St. Mary del XIII° secolo.
- Canterbury: città storica tra le più antiche, sede del Primate della chiesa anglicana. Da visitare la sontuosa Cattedrale opera più volte ricostruita e punto di partenza della Via Francigena, i resti dell'Abbazia di Sant'Agostino, le mura medievali che circondano il centro città con le porte di accesso e i resti del Castello. Famosi anche I racconti di Canterbury di Geoffrey Chaucer ambientati nei numerosi pellegrinaggi medievali verso la storica città.
- Chartwell: per più di quarant'anni è stata la casa di campagna di Winston Churchill. Il sito è stato costruito non più tardi degli inizi del XVI, quando la proprietà si chiamava Well Street. Churchill acquistò la casa nel settembre 1922 e vi abitò fino a poco prima di morire nel gennaio 1965. Attualmente appartiene al National Trust.
- Chatham: situata sul fiume Medway, vi ha sede il Museo Charles Dickens. Nei pressi la cittadina di Gillingham e il Castello di Upno (fortificazione elisabettiana del 1559 sulle rive del Medway).
- Deal e Walmer: località costiera sul Mare del Nord dove si è sviluppato il turismo balneare assieme alle località vicine. Walmer è una piccola località storica dove probabilmente approdò Giulio Cesare nell'invasione della Britannia nel 55 a.C. e sede di un castello costruito da Enrico VIII nel 1539.
- Dover: famosa per le sue bianche scogliere calcaree. Diversi percorsi pedonali ed attrezzati consentono di visitarle e scorgere bei panorami sul Canale della Manica fino a St. Margaret's. Il Castello di Dover risale all'epoca preromana, più volte rimaneggiato, fu qui che sbarcò Guglielmo il conquistatore per la Battaglia di Hastings nel 1066.
- Faversham: città di epoca pre-romana, fu sede di una famosa abbazia. Nel 1698 divenne sede della Shepherd Neame Brewery, birrificio fra i più antichi d'Inghilterra.
- Folkestone: da qui parte l'Eurotunnel. Da visitare le varie fortificazioni dei Martellos (fortificazioni circolari) tra Folkestone e Hythe.
- Hever Castle: fortificazione del 1270, probabilmente diede i natali a Anna Bolena; famosi i giardini, il villaggio ricostruito in stile Tudor e i labirinti nel parco.
- Isola di Sheppey: isola a sud dell'estuario del fiume Tamigi e quello del fiume Medway, oasi naturalistica e diverse località balneari sul Mare del Nord.
- Kent Down AONB: la zona naturalistica protetta delle colline del Kent, con colline e piccole valli visitabili a piedi e in bicicletta.
- Leeds Castle: costruito tra il XII e il XVI secolo su due isolotti in un laghetto artificiale del fiume Len. Definito da molti il più bel (o il più romantico) castello dell'Inghilterra, è soprannominato "Ladies' Castle" o "Lady's Castle" per essere storicamente legato a figure femminil; venne costruito nel 1119 dai Normanni e fu residenza reale per quasi tre secoli, dal 1278 fino al 1552 (epoca dei Tudor).
- Maidstone: capoluogo del Kent, situata lungo il fiume Medway. Da visitare il palazzo arcivescovile (XII secolo), la All Saints' church (1395). Nei pressi della cittadina il Castello di Allington (originario del XI secolo poi caduto in rovina e ricostruito in epoca moderna).
- Margate e Ramsgate: città famose per le loro spiagge e per le numerose strutture ricettive. Situate sull'Isola di Thanet, la prima è famosa per i teatri e per la galleria d'arte dedicata a William Turner che qui soggiornò per diversi anni; la seconda per il Ramsgate Maritime Museum.
- Penshurst Place: è una storica residenza costruita a partire dal 1341 per volere di John de Pultenay e dalla metà del XVI secolo di proprietà della famiglia Sidney.
- Rochester: centro di diffusione del cristianesimo sull’isola nel VII secolo, è famosa per il suo castello normanno (XII sec.) e una cattedrale in stile gotico.
- Royal Tunbridge Wells: città già termale alla quale venne attribuito il "Royal" nel 1909 da Re Edoardo VII perché vi soggiornarono diversi membri della famiglia reale. Famoso il quartiere commerciale dei Pantiles con il portico georgiano del 1606.
- Scotney Castle: casa di campagna e giardini presso Lamberhurst nella valle del fiume Bewl. Appartiene al National Trust.
- Sevenoaks: nei pressi della cittadina hanno sede sia Knole House (storica residenza in stile Tudor e giacobiano e che è stata realizzata nella seconda metà del XV secolo su un preesistente edificio del XII secolo ed ampliata ad inizio XVII secolo; si tratta della più grande casa di campagna dell'Inghilterra) che Ightham Mote (casa fortificata del 1340-1360 con vari interventi di ristrutturazione nei secoli successivi).
- Sissinghurst: castello (XII secolo) ma soprattutto i giardini creati da Vita Sackville-West, poetessa e articolista dell'Observer, per il quale curava una rubrica di giardinaggio, e dal marito Harold Nicolson, scrittore e diplomatico. Si tratta di uno dei più amati giardini d'Inghilterra, che richiama visitatori da tutto il mondo. È composto da più "stanze", ognuna caratterizzata da un colore o da un tema, circondate da alte siepi.
- Staplehurst: piccolo villaggio, famoso per la All Saints' Church (XIII secolo).
- Tonbridge: nella città si trova un castello in rovina, che data al XII secolo e un'animata High Street.